# تيم ريفيس
تيم ريفيس (بالإنجليزية: Tim Reeves)‏ هو متسابق دراجات نارية بريطاني، ولد في 28 أغسطس 1972 في ميدستون في المملكة المتحدة.